# Gáldar
Gáldar és un municipi del nord-oest de l'illa de Gran Canària, a les illes Canàries. Limita amb els municipis d'Agaete, Artenara i Santa María de Guía de Gran Canaria.

## Poblacions
Barranco Hondo de Arriba, Barranco Hondo de Abajo, Tablado, Juncalillo, Fagajesto, Caideros de San José, Saucillo, Hoya de Pineda, La Agazal, Los Quintana, Piso Firme, San Isidro, Nido Cuervo, Marmolejos, Llano de Caleta y Sobradillo, Barrial, Sardina, Becerril, Caleta de Arriba, Palma de Rojas, Anzofé, La Montaña, Cañada Honda, El Salón.

## Llocs d'interès
En aquest municipi es troba un dels jaciments arqueològics més representatiu que existeixen a Canàries, la Cueva Pintada, que exhibeix una valuosa mostra de l'art realitzat pels antics guanxes. L'economia de Gáldar depèn en bona part dels cultius de plàtan que esquitxen el seu territori. A això cal afegir una certa activitat comercial. Platja de Sardina i Platja del Forat es conten entre les millors platges del municipi, que està agermanat amb la ciutat de Calataiud (Saragossa). En el municipi es troba la Cueva Pintada, la casa museu Antonio Padró, la Casa Verda d'Aguilar i el museu Sacro. Aquest últim es troba en la part del darrere de l'església de Santiago Apòstol.

## Evolució demogràfica
| Any  | Població | Densitat   |
| ---- | -------- | ---------- |
| 1991 | 20,656   | -          |
| 1996 | 21,704   | -          |
| 2001 | 22,154   | 357.32/km² |
| 2002 | 22,677   | -          |
| 2003 | 22,763   | 369.59/km² |
| 2004 | 22,922   | 371.08/km² |